# The Invisible Divorce
The Invisible Divorce é um filme mudo norte-americano de 1920, do gênero drama, lançado pela Select Pictures Corporation e estrelado por Leatrice Joy. Seu estado de conservação é atualmente desconhecido, sugerindo que é um filme perdido.

## Elenco
- Leatrice Joy - Pidgie Ryder
- Walter McGrail - Jimmy Ryder
- Walter Miller - John Barry
- Grace Darmond - Claire Kane Barry
- Tom Bates - Pete Carr